# Exo Terrebonne-Mascouche
Exo Terrebonne-Mascouche est une constituante de l'organisme Exo qui assure le service de transport en commun des villes de Terrebonne et de Mascouche. Le réseau est formé de 34 lignes d’autobus, de plusieurs lignes de taxibus sur réservation et d'un service de transport adapté. 
Avant la fusion avec le RTM, la société se nommait «Conseil intermunicipal de transport (CIT) des Moulins» Le 23 mai 2018, RTM change son nom pour Exo.

## Circuits réguliers
| Ligne | Service régulier                          |            | Service de pointe / Service Express                  |
| ----- | ----------------------------------------- | ---------- | ---------------------------------------------------- |
| 1     | Terrebonne - Mascouche                    | 4          | Terrebonne - Mascouche                               |
| 2     | Terrebonne - Mascouche via Gare Mascouche | 45         | Terrebonne - Bois-des-Filion                         |
| 3     | Terrebonne - Mascouche via Gare Mascouche | 48         | Terrebonne                                           |
| 5     | Terrebonne - Bois-des-Filion              | 9          | Terrebonne - Secteur Ouest                           |
| 8     | Terrebonne                                | 11C        | Terrebonne - Secteur Lachenaie                       |
| 11    | Terrebonne - Lachenaie                    | 18         | Terrebonne - Cité du sport - Cégep de Terrebonne     |
| 14    | Terrebonne - Secteur La Plaine            | Express 19 | Terrebonne - Montmorency                             |
| 17    | Terrebonne - Secteur La Plaine            | Ligne      | Exo Terrebonne-Mascouche                             |
| 19    | Terrebonne - Montmorency                  | 21         | Terrebonne - Mascouche                               |
| 20    | Terrebonne - Mascouche                    | 22         | Mascouche - Cité du sport - Cégep de Terrebonne      |
| 25    | Terrebonne - H.-Bourassa via Pie-IX       | 23         | Terrebonne - Sainte-Thérèse Gare Sainte-Thérèse      |
| 30    | Terrebonne - Radisson                     | 24C        | Terrebonne - Cité du sport - Cégep de Terrebonne     |
| 403   | Mascouche - Gare Mascouche                | 25B        | Terrebonne - - Monselet et Pie-IX via Pie-IX.        |
|       |                                           | 27         | Terrebonne - Cité du sport - Cégep de Terrebonne     |
|       |                                           | Express 30 | Terrebonne - Radisson                                |
|       |                                           | 41         | Terrebonne - Mascouche                               |
|       |                                           | 140        | Lachenaie - Gare Terrebonne - Radisson               |
|       |                                           | 417        | La Plaine - Gare Mascouche                           |
|       |                                           | 418        | Terrebonne - Gare Mascouche                          |
|       |                                           | 427        | Cité du sport - Cégep de Terrebonne - Gare Mascouche |
|       |                                           | 440        | Gare Terrebonne - Secteur Lachenaie                  |

Circuits de taxibus
| Ligne | Terminus                       | Terminus | Terminus                        |
| ----- | ------------------------------ | -------- | ------------------------------- |
| T-6   | Arrêt Pincourt/Bois-Francs     | ↔        | Arrêt Appalaches/de l'Oural     |
| T-24  | Arrêt Martin/Valiquette        | ↔        | Arrêt Gascon/Comtois            |
| T-26  | Arrêt St-Henri/face au 1533    | ↔        | Arrêt St-Philippe Ouest/Tetford |
| T-55  | Arrêt Côte Terrebonne/Urbanova | ↔        | Arrêt La Pinière Ouest/Sobeys   |
| T-57  | Arrêt Gascon/Newton            | ↔        | Arrêt Gascon/Martin             |